# مرغزار (نهبندان)
مرغزار روستایی در دهستان شوسف بخش شوسف شهرستان نهبندان استان خراسان جنوبی ایران است. بر پایه سرشماری عمومی نفوس و مسکن در سال ۱۳۹۰ جمعیت این روستا ۱۵ نفر (در ۴ خانوار) بوده است.